# Cartel de Jalisco Nouvelle Génération
Le cartel de Jalisco Nouvelle Génération (en espagnol, cártel de Jalisco Nueva Generación, également connu sous l'acronyme CJNG) est une organisation criminelle mexicaine fondée en 2009 et actuellement active au Mexique. Depuis sa fusion-absorption du cartel de Tijuana,, c'est l'un des plus puissants cartels de la drogue mexicains avec le cartel de Sinaloa, dont il a dépassé l'activité criminelle en 2018 selon le gouvernement mexicain, et l'un des cinq groupes criminels les plus dangereux du monde selon le procureur général de la Justice des États-Unis, qui offre 10 millions de dollars pour la capture de son chef, Nemesio Oseguera Cervantes alias « El Mencho ». Il est aussi considéré, en 2021, par le département de la Justice des États-Unis comme le cartel le mieux armé du Mexique,,.
Le groupe « Los Cuinis », selon la DEA, est le principal réseau de soutien financier des activités de trafic de drogue du cartel de El Mencho et comprend plusieurs membres de la famille González Valencia. La relation entre l'organisation « Los Cuinis » et le CJNG est cimentée par l'imbrication du trafic de drogue et du blanchiment d'argent, ainsi que par les relations de la famille González Valencia.

## Implantation
En mars 2020, le cartel de Jalisco Nouvelle Génération était implanté dans vingt-quatre des trente-deux États du Mexique. Il est également présent aux États-Unis, où il est impliqué dans ¹⁄₃ à 2/3 du trafic de drogue national, notamment dans les villes de Los Angeles, Houston, New York et Chicago.
Il est aussi implanté au Guatemala et est l'un des groupes criminels les mieux établis en Colombie,.

## Histoire
Le cartel de Jalisco Nouvelle Génération est apparu au cours de la guerre de la drogue au Mexique, à la suite d'une scission au sein du cartel de Sinaloa en 2010. Au cours de la deuxième moitié des années 2010, surtout après sa fusion avec le cartel de Tijuana, il est devenu l'un des plus gros et plus dangereux cartels de narcotrafiquants, au niveau du cartel de Sinaloa ou de Los Zetas (qui sont leurs principaux rivaux dans l'est du Mexique). Le CJNG est notamment connu pour être le cartel le plus brutal, celui qui attaque le plus frontalement les autorités mexicaines, que ce soit les diverses polices, la garde nationale, ou même l'armée dont ils ont déjà abattu un hélicoptère. Il est également considéré comme l'un des cartels ayant provoqué le plus de morts et un de ceux qui ont commis les exactions les plus brutales. Il est notamment soupçonné d'être à l'origine de l'incendie du Caballo Blanco à Coatzacoalcos (Veracruz), la nuit du 27 au 28 août 2019, qui avait provoqué la mort de trente clients et danseuses qui s'y trouvaient ; un des chefs locaux du CJNG à Veracruz, Ricardo N. « la Loca », sera arrêté à la suite de l'attaque.
Le projet Python, une opération de la DEA (le service de police des États-Unis spécialisé dans la lutte contre la drogue) menée de septembre 2019 à mars 2020, aboutit à l'arrestation d'environ six cents membres du cartel de Jalisco Nouvelle Génération au Mexique et dans le sud des États-Unis, et à la saisie de quinze tonnes de méthamphétamine et de vingt millions de dollars ; le CJNG étant impliqué dans un tiers à deux tiers du trafic de drogue aux États-Unis. Pour la seule matinée du 11 mars 2020, environ deux cents cinquante membres présumés du CJNG sont arrêtés en Californie, dont l'un de ses administrateurs Victor Ochoa, et les comptes de quatre entreprises domiciliées au Mexique qui faisaient du blanchissement d'argent pour le cartel sont gelés. Les autorités américaines offrent également une prime de dix millions de dollars pour toute information pouvant mener à l'arrestation de Nemesio Oseguera « El Mencho », le chef principal du CJNG, considéré par l'administration américaine comme le plus dangereux trafiquant de drogue depuis l'arrestation d'El Chapo, et émettent un mandat d'arrêt contre sa fille Jessica Johanna Oseguera, qui est finalement arrêtée le 26 février 2020 et condamnée à trente mois de prison.
- Principales zones d'activité
- Zones d'activité ou d'influence secondaires
- Zones d'activité d'après le secrétariat aux Finances et au Crédit public du Mexique

Le 2 juin 2020, la cellule de renseignement financier du Mexique, unité du secrétariat aux Finances et au Crédit public, annonce avoir réclamé aux banques le gel de près de deux mille comptes bancaires liés au CJNG, dont cent soixante-sept associés à des entreprises. L'unité annonce aussi avoir travaillé avec la DEA au cours de cette opération.
Le 4 octobre 2020, la Drug Enforcement Administration classe le cartel de Jalisco Nouvelle Génération, ainsi que ses alliés locaux comme Anti-Union, comme le groupe criminel le plus dangereux d'Amérique et le troisième plus dangereux au monde, après les triades chinoises et la mafia russe.
Le lundi 15 novembre 2021, Rosalinda González Valencia, la femme du chef du CJNG, Nemesio Oseguera dit « El Mencho », est arrêtée à Zapopan, quelques jours après que son frère, José González Valencia, a été extradé vers les États-Unis,.
En 2025, près du village de La Estanzuela, est découvert un « camp d’extermination », selon la dénomination utilisée par les médias locaux, attribué au Cartel de Jalisco. L’organisation criminelle est soupçonnée d’y avoir formé ses recrues, mais surtout d’y avoir exécuté plusieurs centaines de victimes et d’avoir fait disparaître leurs corps. Plus de 1 500 victimes auraient été torturées, violées et exécutées. Le camp comprend notamment trois fours crématoires souterrains,.

## Logos
Divers logotypes sont utilisés par le cartel et apparaissent dans des vidéos ou sur des photos.

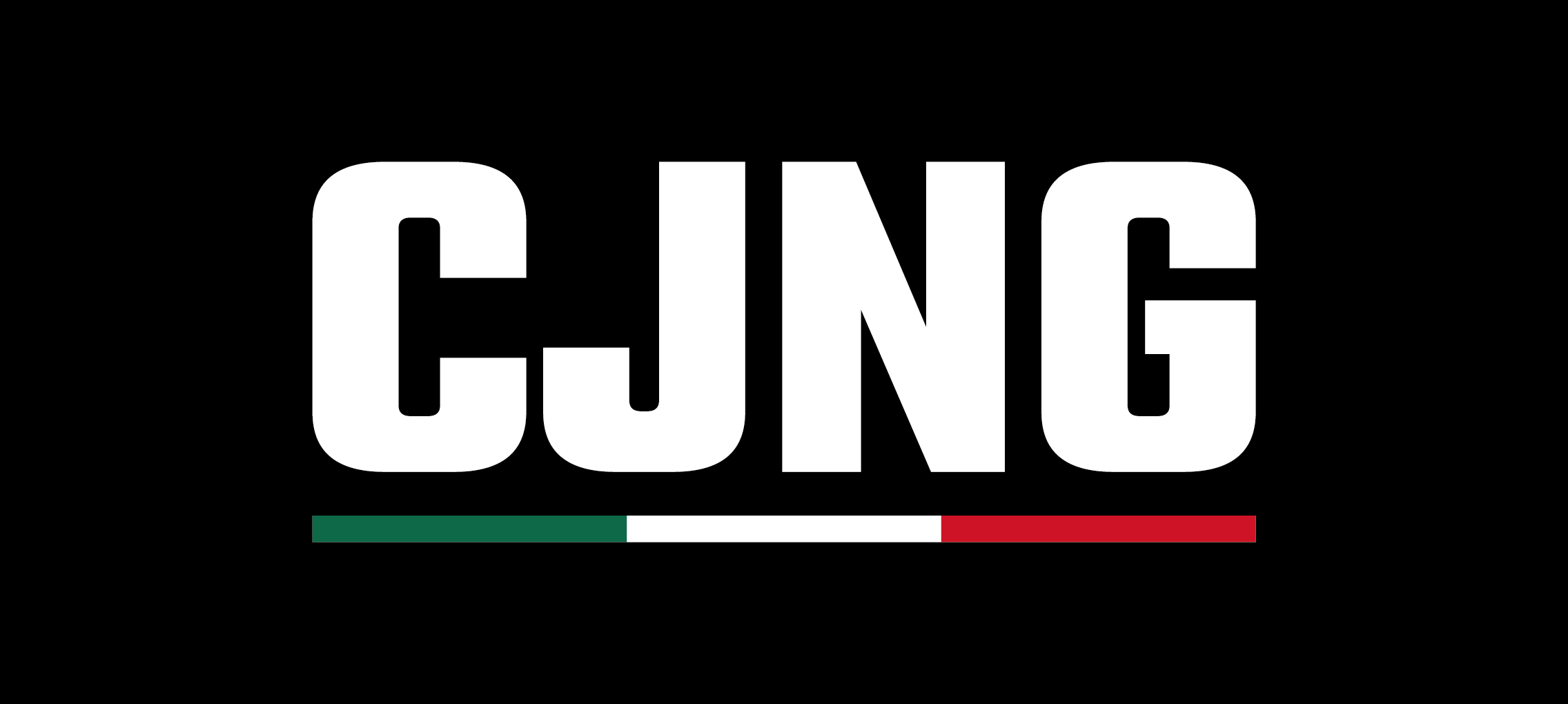
Logotype le plus fréquent. Il est aussi utilisé sans le drapeau mexicain.
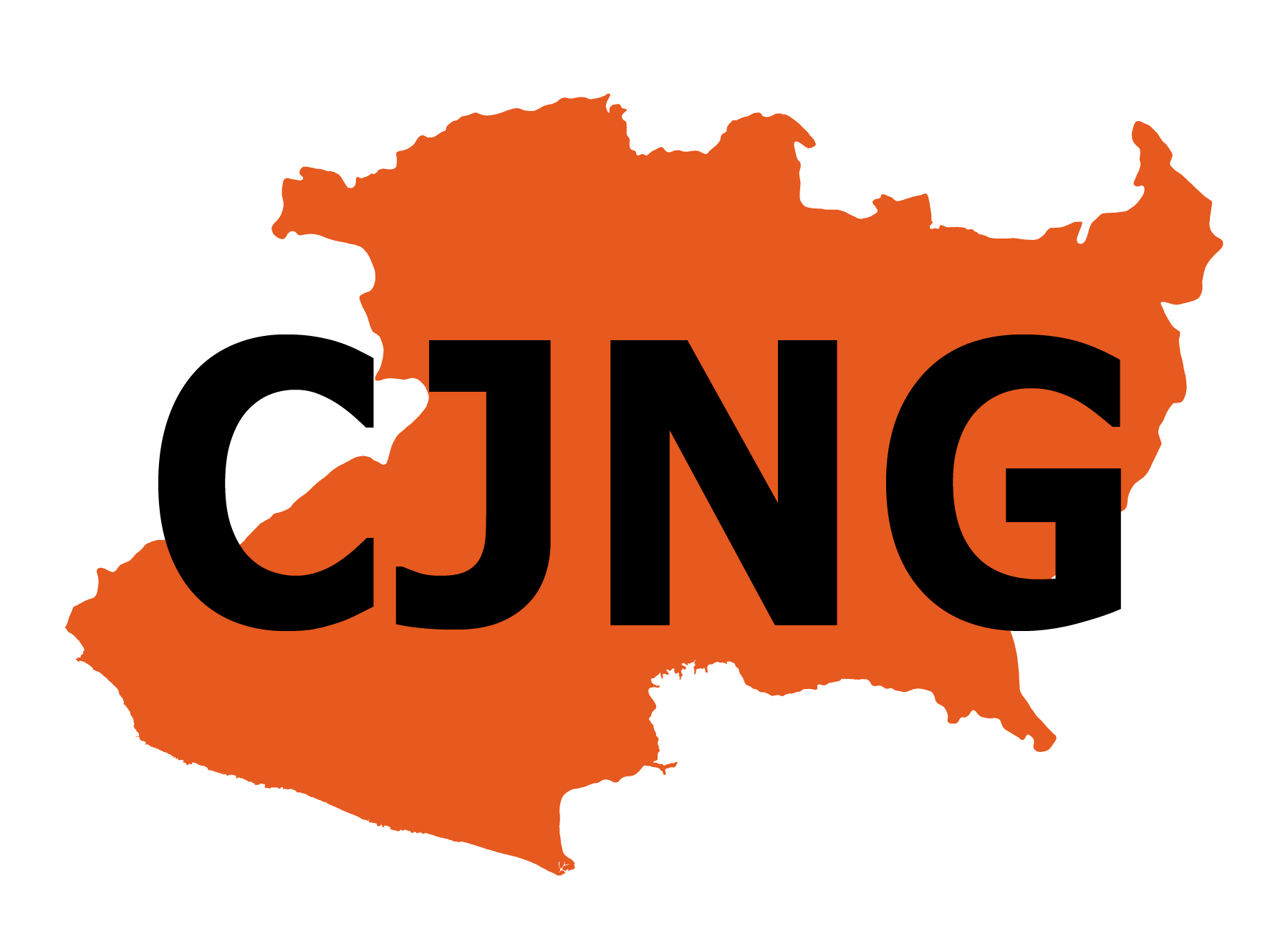
Logotype utilisé par des branches du CJNG situées dans l'État de Michoacán[23].
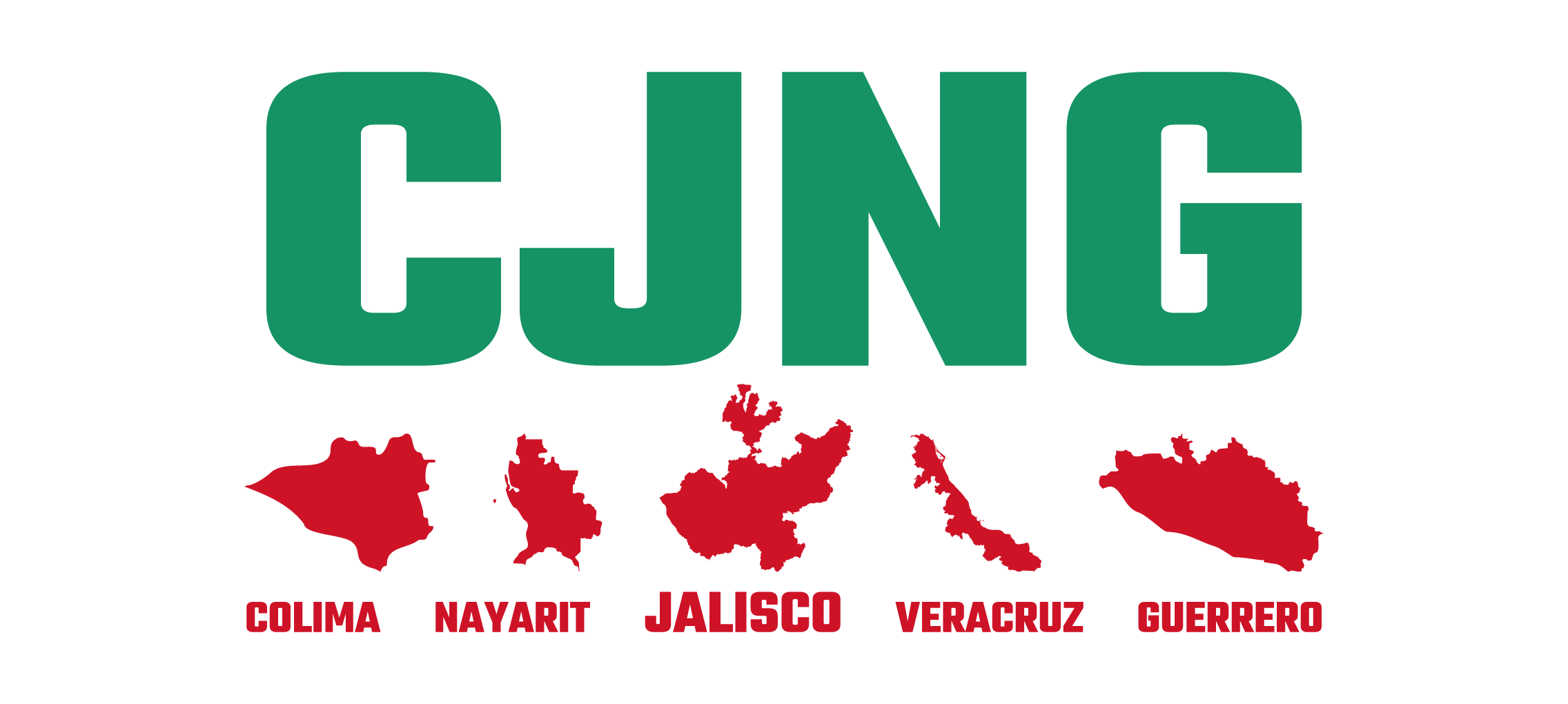
Logotype utilisé dans une vidéo, il rassemble les États mexicains de Colima, Nayarit, Jalisco, Veracruz et Guerrero[24].
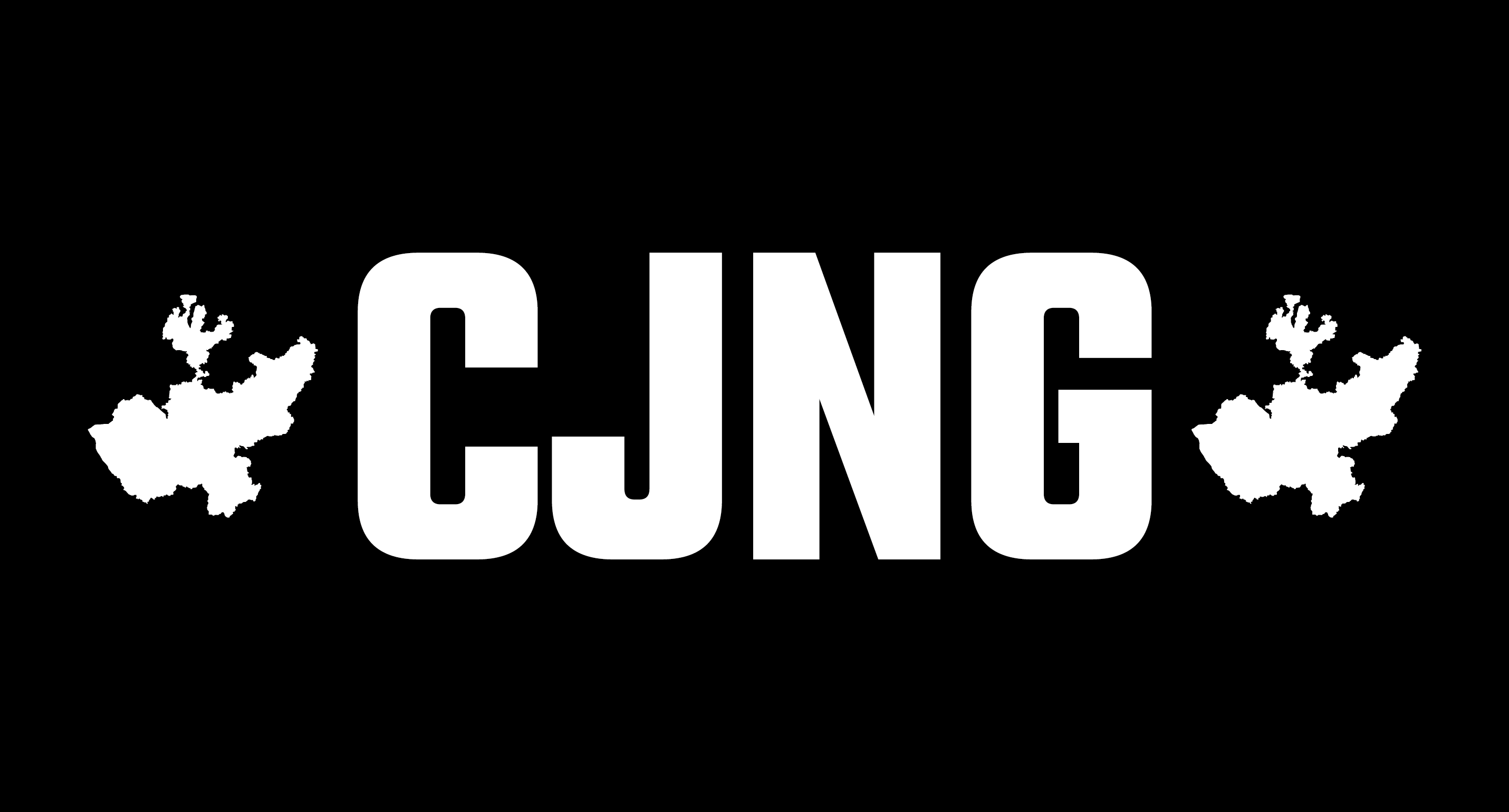
Logotype utilisé dans une vidéo et faisant apparaître l'État de Jalisco[25].
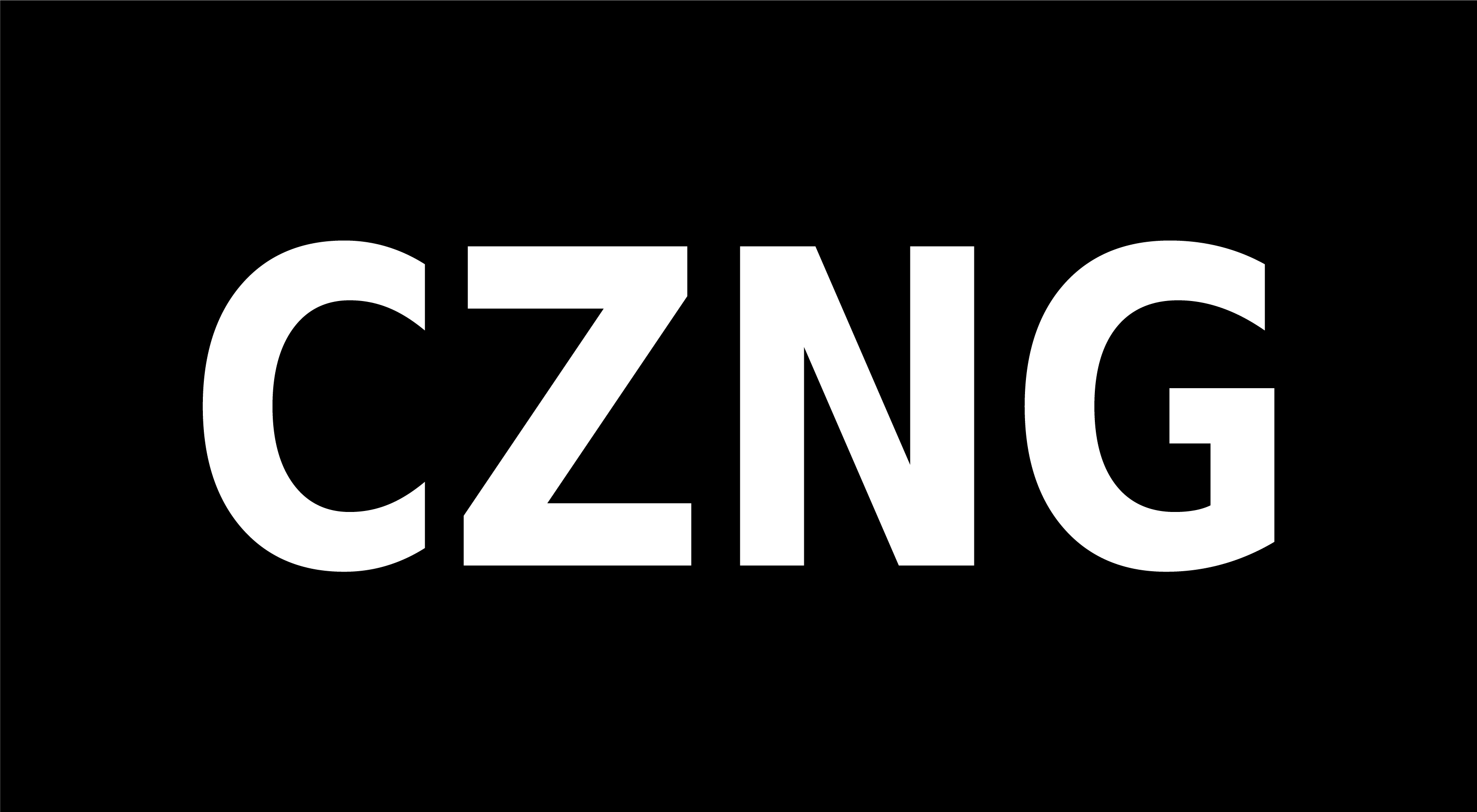
Logotype du Cartel de Zicuirán Nouvelle Génération (CZNG), allié au CJNG[26].